# Сайм, Дон
Дон Сайм (англ. Don Syme) — австралийский информатик и главный разработчик (англ. Principal Researcher) в Microsoft Research (подразделение в Кембридже, Великобритания). Дизайнер и архитектор языка программирования F#, иногда описываемый журналистами как «одна из самых оригинальных личностей в компьютерных языках с момента разработки Бьёрном Страуструпом языка C++ в начале 1980-х».

## Научная деятельность
Ранее Сайм в команде с несколькими разработчиками (среди которых был и Эндрю Кеннеди, а затем и Андерс Хейлсберг), создал обобщения для .NET Common Language Runtime, включая первоначальную версию дизайна обобщений для языка программирования C#. Кеннеди, Сайм и Ю также формализовали эту широко используемую систему.
Является членом рабочей группы WG2.8 по функциональному программированию.
В прошлом работал также над проблематиками формальной спецификации, верификации программ, автоматического доказательства теорем.
С 1998 года работает в Microsoft Research.

## Звания
Обладает докторской степенью, получив её в Компьютерной Лаборатории Кембриджского университета в 1999 году.

## Сочинения
- Дон Сайм, Адам Гранич, Антонио Чистернино.  = Expert F#. — Лондон: Apress, декабрь 2007. — С. 609. — ISBN 978-1-59059-850-4.[5]